# 阿尔贝·多扎
阿尔贝·多扎（法語：Albert Dauzat，法語發音：[albɛʁ doza]；1877年7月4日—1955年10月31日），法国语言学家、历史学家和作家，1877年出生于法国盖雷，1955年逝世于巴黎。

## 生平
阿尔贝·多扎1877年出生于法国中部城市盖雷，少年时期先后在欧塞尔和沙特尔接受了中学教育，毕业后就读巴黎索邦大学文学系，此后成为高等研究應用學院的一名研究员。
阿尔贝·多扎主要从事于法国及西欧各地的人名与地名的来源研究，是法国现代人名学与地名学的先驱。

## 主要作品
- 《下奥弗涅地区语言探究》（Études linguistiques sur la Basse-Auvergne，1897年首版，1900年和1906年新编）
- 《规则之外》（Hors la loi，1901年）
- 《新意大利：北与南》（L’Italie nouvelle : Nord et Midi，1909年）
- 《语言的生命》（La Vie du langage，1910年）
- 《保卫法兰西语言》（La Défense de la Langue française，1912年首版，1946年新编）
- 《还原西班牙语》（L’Espagne telle qu’elle est，1912年）
- 《语言哲学》（La philosophie du langage，1912年）
- 《意大利语的扩张：流亡、占领特里波利、内部变革、东部政治、法国与意大利》（1914年）
- 《国际化的英语与法语》（Le Français et l’anglais langues internationales，1915年）
- 《战争俚语》（L’Argot de la guerre，1918年）
- 《战争传说、先知与迷信》（Légendes, prophéties et superstitions de la guerre，1918年起草，1925年出版）
- 《地理语言传》（Essai de géographie linguistique，1921年）
- 《语言地理学》（La Géographie linguistique，1922年首版，1943年新编）
- 《地名：起源与发展、城市与乡村、地区、河流、山脉、称地》（Les Noms de lieux : origine et évolution, villes et villages, pays, cours d’eau, montagnes, lieux-dits，1926年）
- 《少数语言：发展、分级、研究》（Les Patois : Évolution - Classification - Étude，1927年）
- 《俚语：特征、发展、影响》（Les Argots : caractères, évolution, influence，1928年）
- 《法语历史》（Histoire de la langue française，1930年）
- 《古典学志（法语：Revue des études anciennes）》当中的地名部分（1932年）
- 《现代法语志（法语：Le Français moderne）》（1933年）
- 《伤痛与记忆之诗》（Poèmes de la douleur et du souvenir，1936年）
- 《法语语源学辞典》（Dictionnaire étymologique de la langue française，1938年）
- 《新法国分区语言地图册》（Nouvel atlas linguistique de la France par régions，1939年）
- 《法国乡村与风景》（Le Village et le paysan de France，1941年）
- 《正能量的价值》（La valeur de la connaissance positive，1943年）
- 《法语发展阶级》（Les étapes de la langue française，1944年）
- 《词间旅行》（Voyage à travers les mots，1946年）
- 《法国乡村生活起源》（La Vie rurale en France des origines à nos jours，1946年）
- 《法语新编语法》（Grammaire raisonnée de la langue française，1947年）
- 《国际专名志》（Revue internationale d'onomastique，1948年）
- 《法国姓氏与人名语源学辞典》（Dictionnaire étymologique des noms de famille et prénoms de France，1951年）
- 《法国地名语源学辞典》（Dictionnaire étymologique des noms de lieux de France，二战后起草，1963年由夏尔·罗斯坦出版）